# Поноћно сунце (филм из 2018)
Поноћно сунце (енгл. Midnight Sun) амерички је љубавно-драмски филм из 2018. године темељен на јапанском филму Песма Сунцу из 2006. године. Филм је режирао Скот Спир и написао Ерик Кирстен, а главне улоге играју Бела Торн, Патрик Шварценегер и Роб Ригл. Прича говори о тинејџерки са болешћу, ксеродермом пигментозумом, која је спречава да изађе на сунчеву светлост. Кад упозна момка, бори се да одлучи да ли ће му рећи о свом стању или се претварати да живи нормалним животом. Снимање је почело 12. октобра 2015. године у Ванкуверу. Филм је издат 23. марта 2018. у Сједињеним Државама, дистрибутера Global Road Entertainment, и 29. марта 2018. године у Србији, дистрибутера Blitz Film & Video Distribucija.

## Радња
Заклоњена од раног детињства, Кејти Прајс има ретко генетско стање које се зове ксеродерма пигментозум, која свом носиоцу забрањује излагање директној Сунчевој светлости. Она је везана за кућу током дана и о њој се брину њен отац, Џек, и најбоља пријатељица, Морган. Кејти излази из куће сваке ноћи, након заласка Сунца. Једне ноћи, њена дугогодишња симпатија, Чарли, примећује је док свира гитару на железничкој станици. Кејти одједном одлази и заборавља своју свеску коју Чарли узима. Враћа се следећег дана и даје је Кејти кад се појави да је преузме. Објашњава јој како је задобио повреду, спречавајући га да добије стипендију за Калифорнијски универзитет, пре него што је пољуби.
Међутим, Кејти још није рекла Чарлију о свом стању, упркос томе што ју је отац упозорио на то. Чарли једну ноћ води Кејти у Сијетл, где одлазе на концерт уживо, а Чарли тера Кејти оптева да једну од њених песама на једној од градских улица. Кад се врате кући, излазе на купање у језеро и суше се уз ватру на плажи. Чарли помиње посматрање изласка Сунца, а Кејти у страху трчи кући. Чарли је покупи и брзо одвезе тамо, али не стиже на време и изложена је Сунчевој светлости само неколико секунди. Кејти трчи унутра, док Морган и Џек убрзо долазе кући. Чарли и даље стоји на улазним вратима, а Морган му објашњава Кејтиино стање. Када лекари спроведу неке тестове, дођу до закључка да се Кејтин мозак контрактира, и само је питање времена када ће умрети.
Кејти почиње да осећа трзаје у прсту, што је спречава да свира гитару. Такође занемарује Чарлијеве поруке јер не жели да га повреди. Џек на крају убеди Кејти да разговара са Чарлијем, који и даље жели да буде са Кејти, и није га брига за њено стање. Кејти одлази на Чарлијев пливачки турнир са тренером Берклија, а они се друже у кући са Морган и Џеком. Чарли изведе Кејти једне ноћи и изненади је резервисањем снимања, где пева песму коју је написала за њега. Убрзо након тога, док се друже у њеној кући, Чарли спомиње да последњи пут мора да посети брод за који је ангажован да брине о њему цело лето. Кејти, плашећи се да ће умрети, на крају се сећа времена када јој је Чарли рекао да жели да могу да плове заједно, и убеђује Џека да је пусти да оде са Чарлијем, упркос томе што је то било дању. Кејти плови са Чарлијем, осећа Сунчеву светлост и проводи последње тренутке са њим, умирући убрзо након тога.
Нешто касније, Чарли одлази у Кејтину кућу где се опрашта од Џека док ће следити своје пливачке снове. Џек каже Чарлију да је Кејти хтела да он задржи бележницу. Чарли креће на пут, где слуша Кејтину песму на радију и чита срдачну поруку коју је Кејти написала за њега у бележници. У писму, Кејти каже Чарлију да пази на нове ствари које му се спремају и да погледа у небо и да се увек сећа да га воли.

## Улоге
| Глумац             | Улога                |
| ------------------ | -------------------- |
| Бела Торн          | Кетрин „Кејти” Прајс |
| Патрик Шварценегер | Чарлс „Чарли” Рид    |
| Роб Ригл           | Џек Прајс            |
| Квин Шефард        | Морган               |
| Сулека Метју       | др Пола Флеминг      |
| Николас Кумби      | Гарвер               |
| Кен Тремблет       | Марк Рид             |
| Џенифер Грифин     | Барб Рид             |
| Тијера Сковби      | Зои Кармајкл         |
| Остин Обијаџунва   | Овен                 |
| Алекс Пангберн     | Вес                  |
| Пол Макгилион      | Блајк Џоунс          |